# 比尔 (汝拉州)
比尔（法語：Bure，法語發音：[byʁ] ⓘ）是瑞士汝拉州的一个市镇。该市镇总面积为13.69平方千米，截至2017年12月31日总人口为659人。